# Wilhelm Kuh
Wilhelm Friedrich Kuh (* 31. August 1886 in Berlin; † 1967 in Garmisch-Partenkirchen) war ein deutscher Kunstmaler.

## Leben und Werk
Kuh war der Sohn des Justizrates Alfred Kuh und seiner Ehefrau Mathilde, geborene Owen. Nach dem Schulbesuch wurde Kuh an der Akademie der Bildenden Künste in München zum Kunstmaler ausgebildet, wo insbesondere Heinrich von Zügel zu seinen Lehrern gehörte.
Von 1914 bis 1918 nahm Kuh mit dem Regiment List des Bayerischen Heeres am Ersten Weltkrieg teil, in dem er sich als „schneidiger“ Stoßtruppführer einen Namen machte und bis zum Hauptmann befördert wurde.
Nach dem Krieg war Kuh von 1923 bis 1928 Direktor der Wredowschen Zeichenschule in Brandenburg an der Havel. In den Adressbüchern der Stadt Brandenburg wurde er mit der Berufsbezeichnung "Kunstmaler" und Wohnsitz am Wredowplatz 1 geführt.
Während des Zweiten Weltkriegs wurde Kuh als Offizier reaktiviert und bis zum Oberst befördert.
Das künstlerische Werk Kuhs, der insbesondere Aquarell- und Ölmalereien sowie Kreide-Lithographien vorlegte, umfasst vor allem Landschaftsansichten sowie Porträts. Erhalten haben sich zum Beispiel ein Gemälde Paul von Hindenburgs aus der Zeit des Ersten Weltkriegs sowie eine Serie von das Kriegserlebnis verarbeitenden Lithographien, die Schlachtenszenen und Ruinen zum Inhalt haben. Hinzu kommen Buchausstattungen.

## Archivarische Überlieferung
Eine Personalakte zu Kuh aus seiner Zeit in der bayerischen Armee hat sich in der Abteilung Kriegsarchiv des Hauptstaatsarchivs in München erhalten (OP 55160).